# Zuidplein (Amsterdam)
Het Zuidplein in Amsterdam-Zuid is het voorplein van het station Amsterdam Zuid. Het plein ligt in het Zuidas-gebied. Aan de andere kant van het Station Zuid ligt het Gustav Mahlerplein.

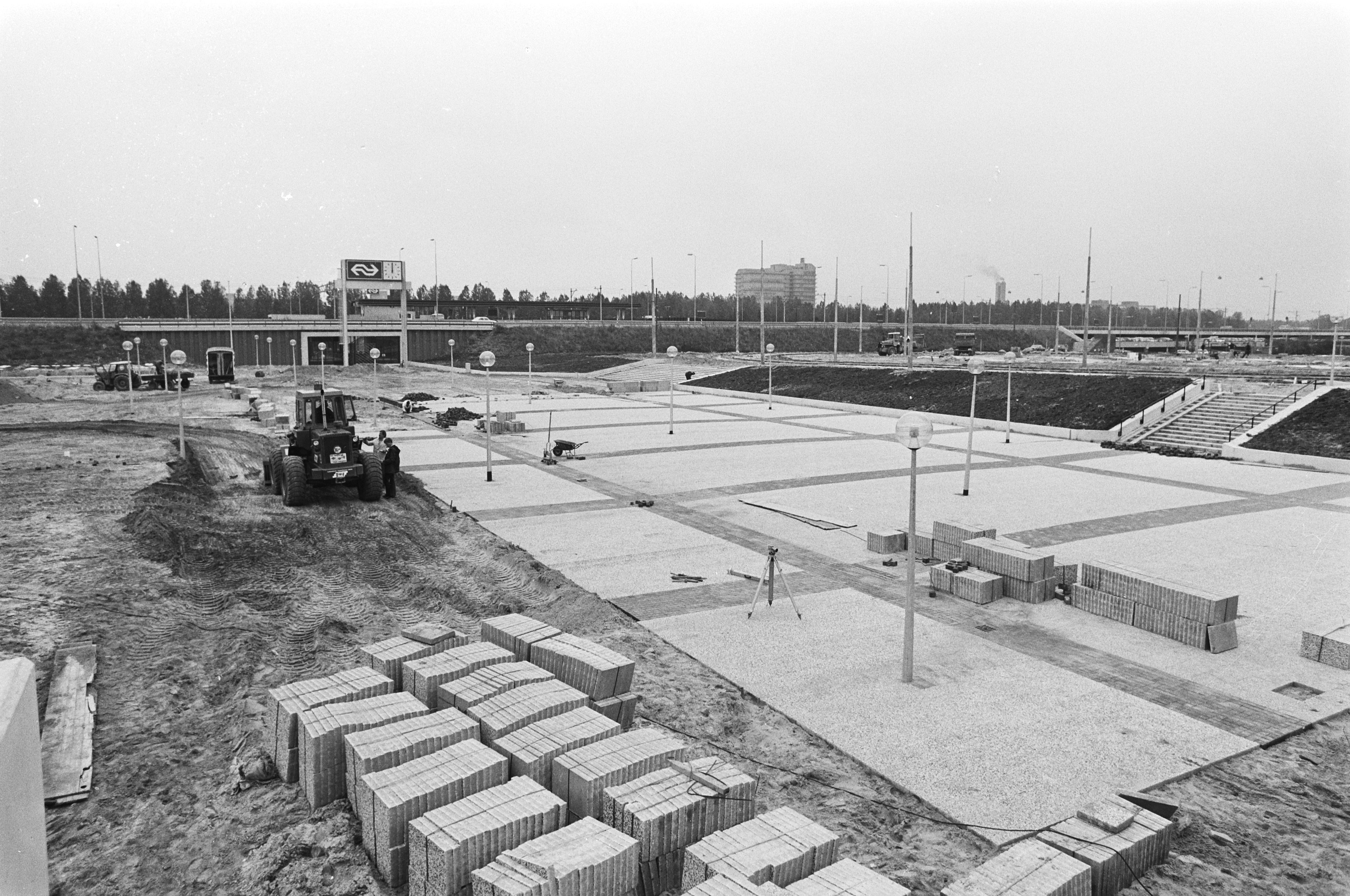
Plein in aanleg 1978

Het plein was al in 1917 in het plan Zuid gepland door H.P. Berlage als een groot voorplein van een groot Zuiderstation. Pas 61 jaar later, op 20 december 1978 werd het laaggelegen plein met de opening van de Schipholspoorlijn in gebruik genomen als eindlus van tram 5, binnen deze lus bevond zich een busstation voor stad en streek. Oorspronkelijk had het plein geen naam maar later werd het plein officieus het "Eduard van Beinumplein" genoemd, naar de nabijgelegen Eduard van Beinumstraat, vernoemd bij raadsbesluit van 13 september 1972 naar de dirigent Eduard van Beinum.
In 1990 werd de tramlus in verband met de verlegging en verlenging van lijn 5 naar Amstelveen verlaten maar het busstation bleef bestaan. Hierbij werd naderhand een van de oorspronkelijk twee opritten naar de Strawinskylaan verwijderd. Het busstation moest echter rond 2000 verdwijnen en verhuizen naar de gewone rijweg op de Strawinskylaan omdat in de periode 2002-2004 het plein zowel aan de oostkant als aan de westkant werd ingekrompen voor uitbreidingen van het WTC.
Het overgebleven plein kreeg de naam Zuidplein en werd een voetgangersgebied, gelegen tussen Station Zuid en de Strawinskylaan omgeven door het World Trade Center en het Atrium.

## Verkeer en vervoer

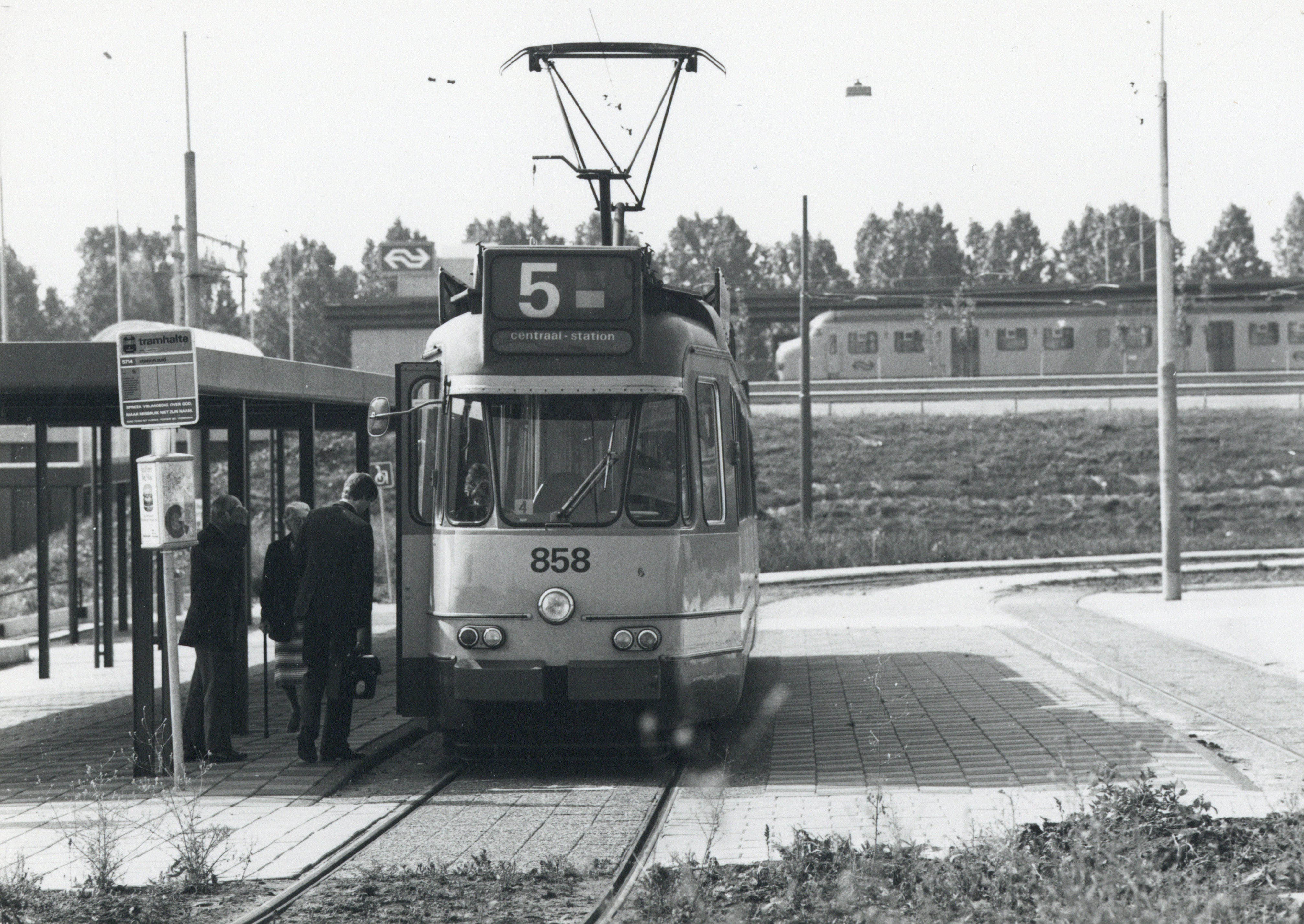
het toen nog naamloze plein in 1979

Aan de zuidkant van het plein ligt het station Zuid, met NS-treinen en metrolijnen 50, 51 en 52.
Aan de noordzijde ligt de Strawinskylaan met haltes voor tramlijnen 5 en 25, buslijnen 15 en 62 van het GVB en buslijnen 178, 198, 221, 321 en 346 van Connexxion/Transdev. Aan de zuidzijde komen de gratis busjes van de Gelderlandpleinlijnen. Onder het plein ligt bij Station Zuid een ondergrondse fietsenstalling (groot en gratis).

## Voorzieningen
Aan het plein zijn, in het WTC en in Station Zuid, diverse winkels, broodjeszaken en andere voorzieningen. In het WTC bevindt zich een postkantoor (PostNL Business Point).